# P520 Diana
P520 Diana er det første skib i Diana-klassen og er bygget til at patruljere i det danske territorialfarvand. Skibet er navngivet efter den romerske jagtgudinde Diana. Diana er, ligesom alle sine søsterskibe, bygget på Faaborg Værft.

Skibet er det syvende der bærer navnet Diana i dansk tjeneste:
- Diana (Fregat, 1804-1809)
- Diana (Korvet, 1818-1822)
- Diana (Fregat, 1823-1850)
- Diana (Skrueskonnert, 1864-1903)
- Diana (Inspektionsskib, 1917-1935)
- F345 Diana (Korvet, 1955-1974)
- P520 Diana (Patruljefartøj, 2007- )